# Joanne Gair
Joanne Gair (Auckland, 1958) es un pintora corporal y maquilladora nacida en Nueva Zelanda, cuyas pinturas corporales han sido presentadas desde la edición Sports Illustrated Swimsuit de 1999 hasta la edición más reciente. Es considerada la pintora de cuerpo y maquilladora más importante del mundo, y se hizo famosa con la portada de un traje de cumpleaños para Demi Moore en 1992. También se la considera una creadora de tendencias de moda y arte, y durante mucho tiempo estuvo asociada con Madonna. En 2005 publicó su primer libro sobre pintura corporal. Es la hija del político George Gair. 